# Cristoforo Ferrari de' Giuchis
Cristoforo Ferrari De Giuchis (Caravaggio (Italia), ... – 1506) è stato un pittore italiano.

## Biografia
Le scarse informazioni sull'artista caravaggino ci vengono dalla firma posta su alcune sue opere che indicano un periodo lavorativo molto breve: dal 1504 al 1506. Tra queste ben sei sono conservate presso la Pinacoteca civica di Caravaggio, con sede nel Palazzo Gallavresi
La pala d'altare  raffigurante la Madonna col Bambino tra i santi Andrea e Pietro conservata nella terza cappella laterale sinistra della chiesa dei Santi Fermo e Rustico di Caravaggio, riporta l'iscrizione: OPUS CHRISTOFORI DE FERRARIS DE CIVCHIS, e la datazione 1504. 
Dell'artista caravaggino è l'affresco raffigurante: Madonna con Bambino tra i santi Bernardino e Bonaventura, con devoto conservato nella cappella a destra precedente il presbiterio della chiesa di San Bernardino di Caravaggio, si considera tra le prime opere realizzate all'interno della chiesa monasteriale, e datata 1506. Quest'opera, di due anni successiva alle precedenti, ci presenta un artista stilisticamente più maturo allo studio della giusta prospettiva con la monumentalità dello Zenale.
La quadreria del palazzo comunale cittadino conserva le sei tavole raffiguranti Episodi della vita di Maria e Giuseppe che presentano caratteristiche leonardesche e che sono provenienti dalla chiesa di San Giovanni Battista, queste pitture furono probabilmente ispirate a un racconto dei vangeli apocrifi.
Del Ferrari De Giuchis si conserva nella pinacoteca dell'Accademia Tadini di Lovere il dipinto tempera su tavola Adorazione dei pastori.